# Franz Hietl
Franz Hietl (* 20. Juli 1931 in Engabrunn) ist ein ehemaliger österreichischer Politiker (ÖVP), Kellermeister und Weinbauer. Hietl war von 1970 bis 1986 Abgeordneter zum österreichischen Nationalrat.

## Leben
Hietl besuchte nach der Volksschule die bäuerliche Fachschule in Krems und legte die Meisterprüfung für Weinbau und Kellerwirtschaft ab. Er war im elterlichen Betrieb tätig und war ab 1956 selbständiger Landwirt, wobei er sich vor allem mit dem Weinbau beschäftigte. Hietl wurde 1983 der Berufstitel Ökonomierat verliehen. Er engagierte sich von 1960 bis 1970 als Bezirkskammerrat, war ab 1970 Obmann der Bezirksbauernkammer Langenlois und ab 1980 Obmann des Landesweinbauverbandes Niederösterreich. Zudem hatte Hietl ab 1980 die Funktion des Obmanns der Winzergenossenschaft Krems inne und war ab 1978 Hauptbezirksparteiobmann der ÖVP Krems. Hietl vertrat die ÖVP zwischen dem 31. März 1970 und dem 16. Dezember 1986 im Nationalrat.

## Auszeichnungen
- 1978: Großes Silbernes Ehrenzeichen für Verdienste um die Republik Österreich[1]
- 1986: Großes Goldenes Ehrenzeichen für Verdienste um die Republik Österreich[1]